# Mănăstirea Zlatița
Mănăstirea Zlatița este o mănăstire ortodoxă din România situată în satul Zlatița, comuna Socol, județul Caraș-Severin. Biserica mănăstirii este clasată ca monument istoric, cod LMI CS-II-m-B-11187.

## Vezi și
- Sava Vuković (episcop)

 Acest articol despre o mănăstire din România este deocamdată un ciot. Puteți ajuta Wikipedia prin completarea lui !